# Synagoge Lösnich

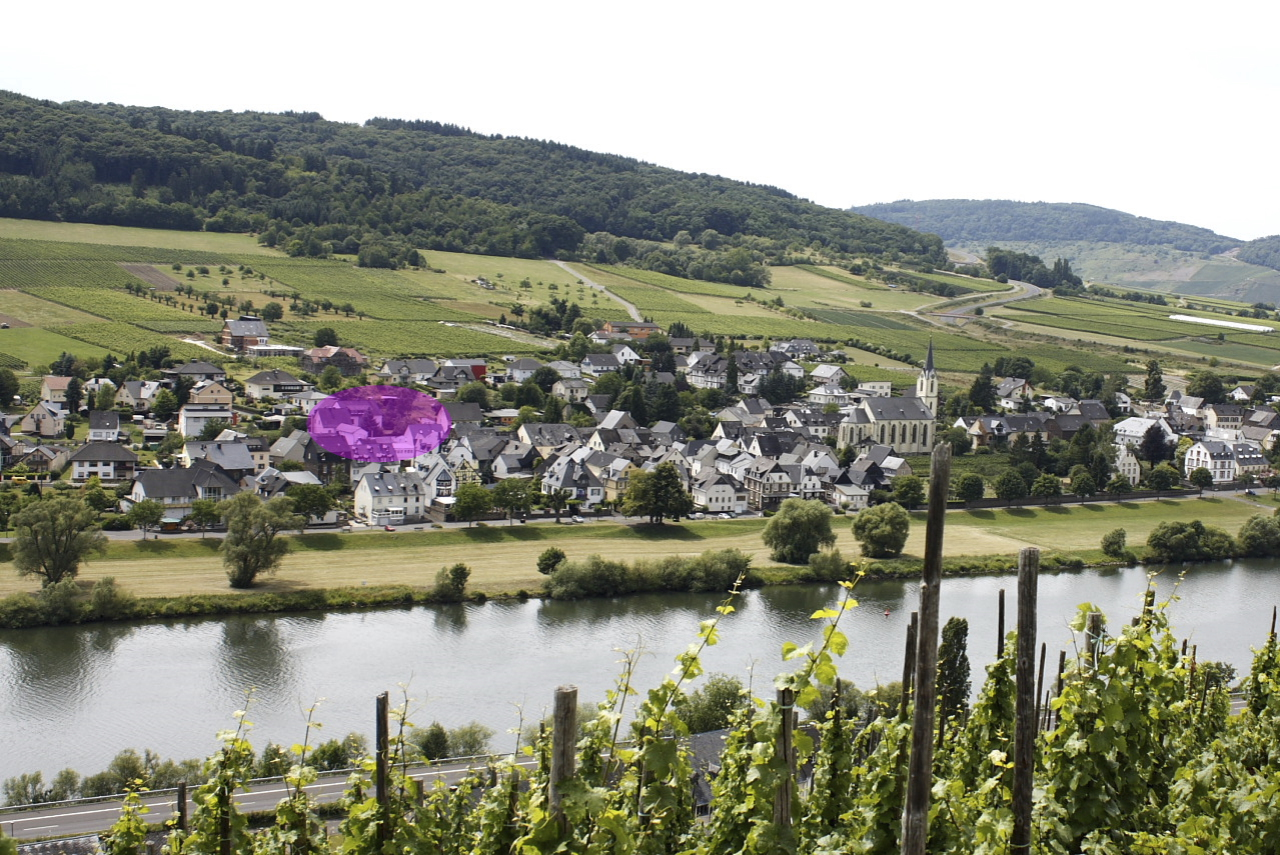
Standort der ehemaligen nicht mehr vorhandenen Synagoge von 1867 in Lösnich

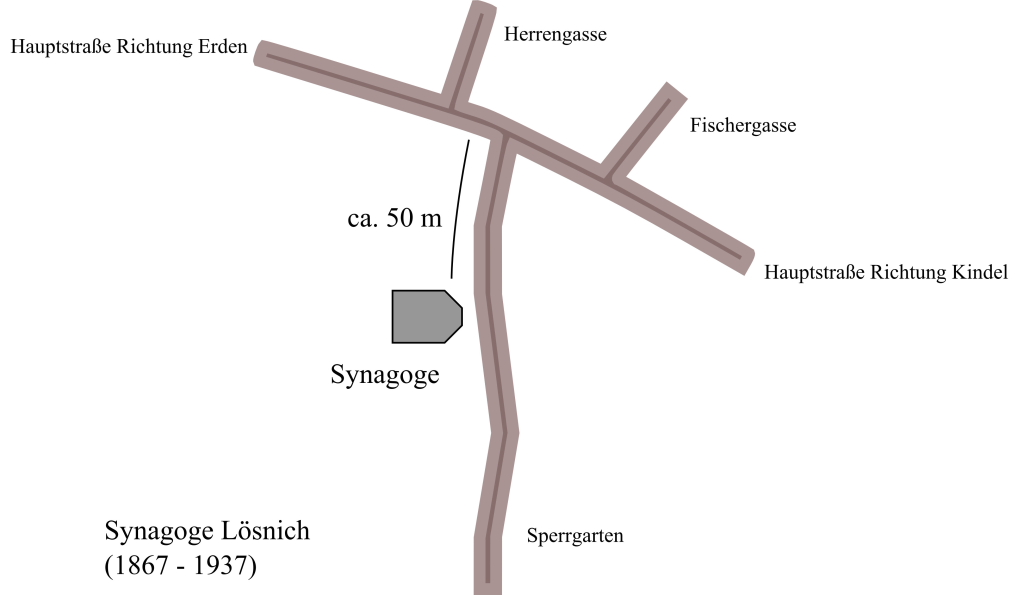
Skizzierter Lageplan der ehemaligen Lösnicher Synagoge von 1867

Die Synagoge Lösnich stand in Lösnich im Landkreis Bernkastel-Wittlich, Rheinland-Pfalz, unweit der Hauptstraße auf der rechten Seite der Sperrgartenstraße. 
Die Synagoge wurde 1867 von den in Lösnich ansässigen Juden errichtet. Bis dahin wurde der Gottesdienst in einem Zimmer in einem Privathaus abgehalten. Die neu erbaute Synagoge hatte eine Größe von knapp 60 m². Nachdem 1937 keine jüdische Gemeinde (Kehillah) mehr in Lösnich bestanden hatte, wurde die Synagoge versteigert.
Seitdem diente sie als Wirtschaftsraum für einen benachbarten Winzerbetrieb. Nach ihrem Verkauf an die Nachbarsfamilie wurde sie 1968 schließlich abgebrochen.

## Geschichte
Die jüdische Gemeinde Lösnich hatte neben der Synagoge eine Religionsschule, ein rituelles Bad und einen Friedhof. 1808 zählte die Gemeinde elf jüdische Einwohner, 1900 waren es 53 Personen. Durch Aus- und Abwanderung ging die Anzahl zunehmend zurück. 1909 waren es nur noch 28 Personen in sieben Familien.
Die Gemeinde selbst gehörte dem Bezirksrabbinat Trier an. 1933 wurden noch elf jüdische Einwohner in Lösnich gezählt. Infolge der politischen Auswirkungen der nationalsozialistischen Zeit und den damit verbundenen Repressalien und Entrechtungen sind bis 1936 alle jüdischen Einwohner aus Lösnich verzogen.